# 十三湊
十三湊（日语：／ Tosaminato）是日本本州岛北部津轻半岛西北侧岩木川河口十三湖西岸的一个地名，现在在行政上隶属于东北地方青森县的五所川原市。
十三湊在中世及江户时代均属于陆奥国津轻郡，在13世纪初至15世纪中叶，因蝦夷管領安東氏的治理而成为东北地区重要的港埠都市，在战国时代初期因安東氏被击败而逐渐衰落。
2005年，十三湊遗址被日本文化厅列入史跡名单。

## 语源
十三湊源自阿伊努語的「トー・サム」，一般認為指的是十三湖的湖畔，江户时代起读作「とさ」，江户时代后期则音读作「じゅうさん」，并沿用至十三村及十三湖的读法。但“十三湊”仍然读作“とさみなと”。

## 历史

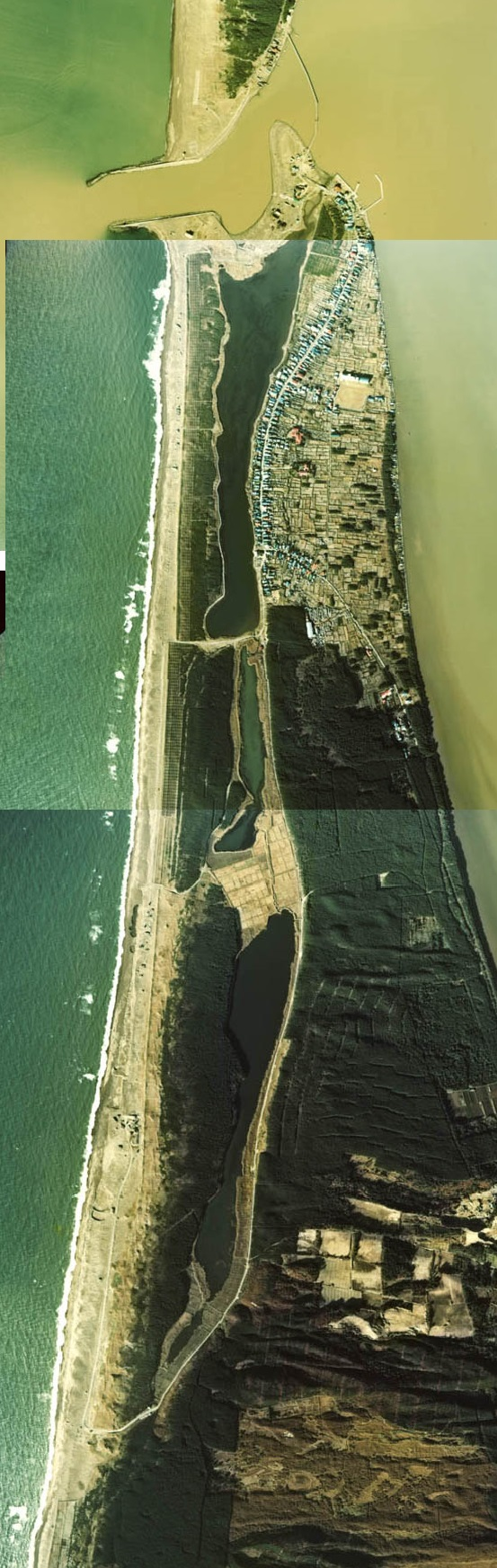
1975年由日本国土交通省拍摄的十三湊卫星地图

新生代第四紀全新世初期，因绳文海进，十三湖在本州岛西北部开始形成。而在绳文时代初期，十三湖曾为大型海湾，海湾畔的台地上开始有人类居住的记录，考古学者曾在此挖掘出貝塚、翡翠及黑曜岩。绳文时代后期至平安时代，因不断的泥沙淤积，十三湖面积缩小，同时，以奥州藤原氏为首的豪族也确立了在这一带的统治。奥州藤原氏被消灭后，镰仓幕府开始统治此地，并称其为西滨。
镰仓时代后期，在安東氏治理下的十三湊，逐渐成为大和人与阿伊努人展开商品交易的重镇。文明年间，室町幕府为了打击海盗，制定了《廻船式目》，而安東氏的水师受到幕府批准，以关東御免船的身份在东北地方开展海运事业，偶尔也越过津轻海峡前往北海道岛镇压阿伊努人。而十三湊也被室町幕府列入三津七湊，成为了当时日本重要的十大海港。其后，经过國立歷史民俗博物館、富山大学、中央大学等机构的考察发掘，证实了室町时代的十三湊亦曾与朝鲜、中国等国家有所往来。
15世纪中叶，安東氏为根城一带的新兴武士南部氏击败，逃往北海道，失去了对十三湊的控制，其后十三湊逐渐衰落，其与阿伊努人的交易港地位逐渐被野边地湊等地取代，
16世纪后半期开始，十三湊再一次得到发展，岩木川中上游的稻米、木材被货船运至十三湊，再送至鰺澤町，并由北前船运送至江户城。但仍然无法挽回其衰落的趋势。
明治时代，十三湊成为西津輕郡的十三村。1955年与北津轻郡相内村、脇元村合并为市浦村，2005年3月28日，市浦村与五所川原市、北津輕郡金木町合并，成为新的五所川原市。